# Kanton Argenteuil-3
Kanton Argenteuil-3 (fr. Canton d'Argenteuil-3) je francouzský kanton v departementu Val-d'Oise v regionu Île-de-France. Tvoří ho pouze obec Bezons a část města Argenteuil. Zřízen byl v roce 2015.